# Red Delicious
Red Delicious (deutsch: Roter Köstlicher), ursprünglich Delicious, ist eine Apfelsorte. Der Apfel war von der Mitte des 20. Jahrhunderts bis zum Beginn des 21. Jahrhunderts die weltweit beliebteste Apfelsorte und beherrschte in den Vereinigten Staaten über Jahrzehnte den Markt für Tafeläpfel.
Red Delicious ist der am besten erforschte aller Äpfel. Durch eine weite Verbreitung und sein einprägsames Aussehen stand Red Delicious in den USA lange für den typischen Apfel und seine Darstellung an sich. Der Apfel neigt zu Mutationen. Durch die weite Verbreitung und die Mutationsneigung gibt es von keiner anderen Sorte so viele verschiedene Varianten im Handel wie von Red Delicious. So war auch Red Delicious ursprünglich nur eine besonders rote Variante des Delicious.
Red Delicious ist eine der verbreitetsten Sorten auf dem Weltmarkt für Äpfel. Von den derzeit anderen dominierenden Sorten ist Fuji ein direkter Abkömmling, Gala ein Abkömmling in zweiter Generation.

## Beschreibung

### Frucht

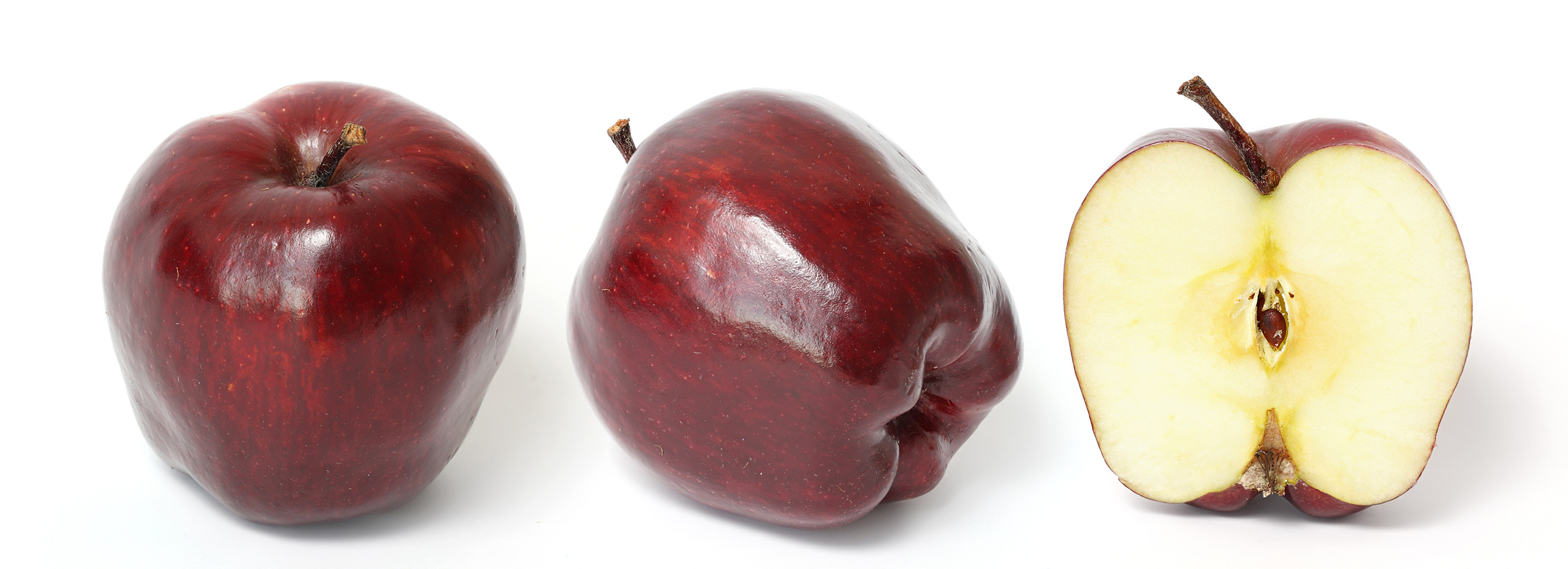
Dunkelroter Red Delicious

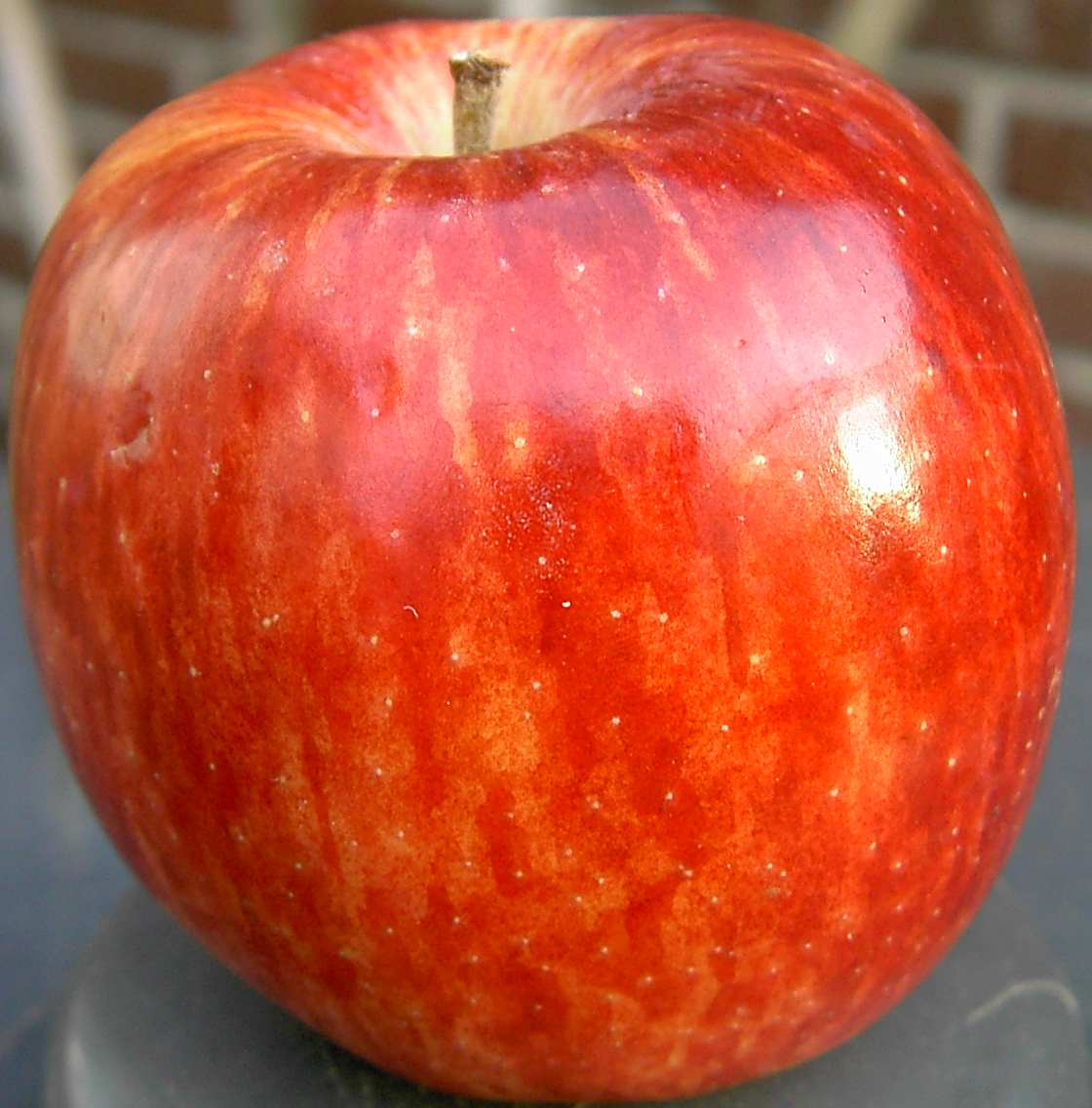
Erdbeerfarbener Delicious

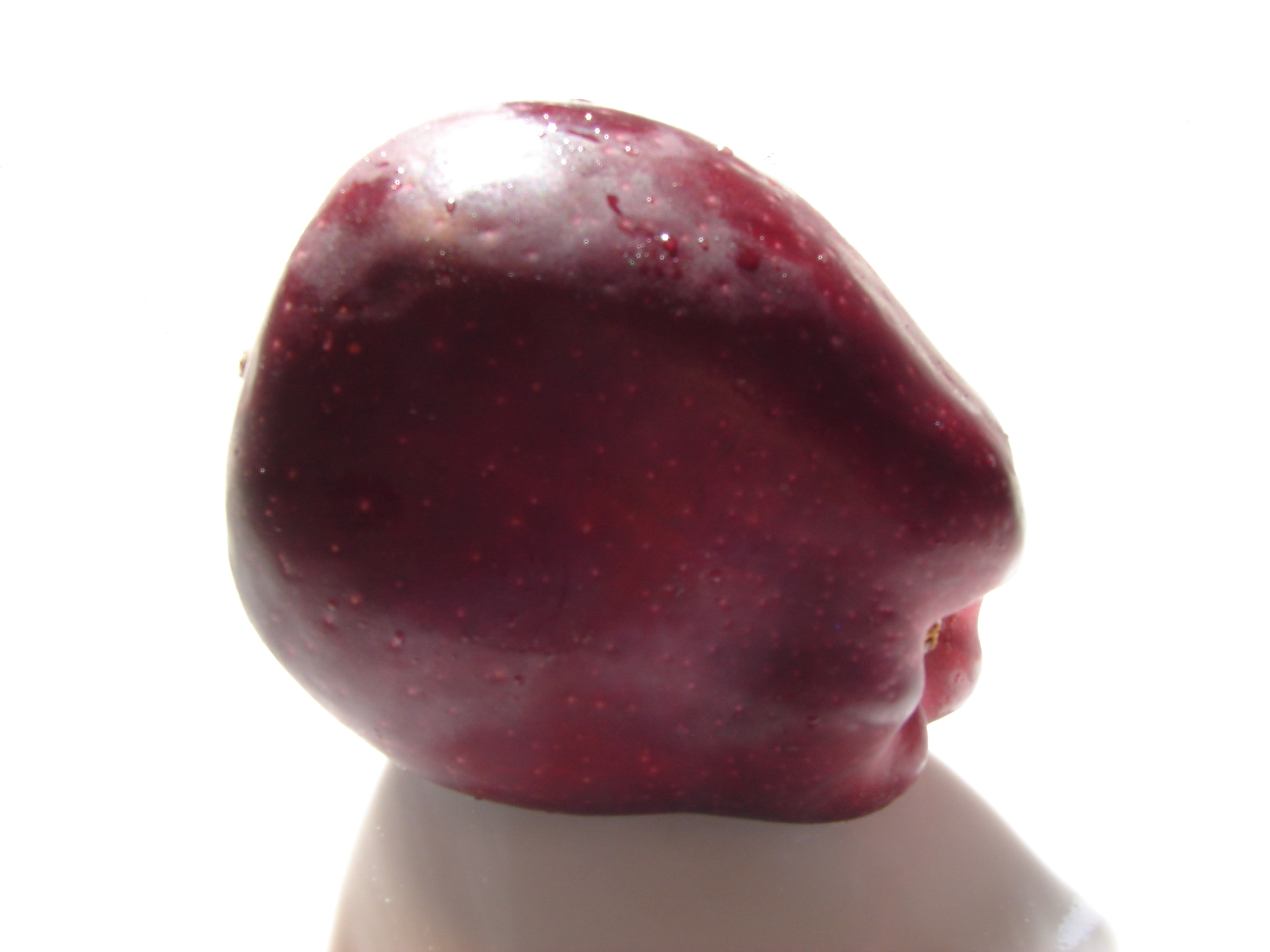
Ausgeprägte Delicious-Formgebung

Der Apfel hat ein festes und saftiges Fruchtfleisch. Der Geschmack ist sehr süß mit nur wenig Säure. Er wird teils als extrem wohlschmeckend, andererseits aber auch als „parfümartig“ empfunden. Delicious-Äpfel sind Jahrzehntelang vor allem im Hinblick auf ihren Anblick und ihre Haltbarkeit selektiert worden, wobei das Aroma nur eine sekundäre Rolle spielte. Delicious neigt dazu, mehlig zu werden, bleibt aber bissfest.
Der Apfel gehört zur Färbungsgruppe A (rote Sorten) mit glatter Schale von dunkelroter (weinroter) Farbe mit gestreifter Oberfläche. Die Grundfarbe der Schale ist grün, jedoch von der roten Deckfarbe fast vollständig überdeckt. Heute im Handel sind vor allem Formen, die einfarbig dunkelrot sind. Die Ursprungsform soll Erdbeerrot mit dunkelroten Streifen gewesen sein. Die Schale ist komplett rostfrei, dick und widerstandsfähig. Das Fruchtfleisch ist cremefarben.
Die ursprüngliche Form ist leicht länglich mit einem flachen Boden. Die zahlreichen Mutationen im Handel sorgen allerdings mittlerweile für eine Heterogenität der Früchte. Die Früchte sind groß bis sehr groß und haben die stark ausgeprägten und für diese Sorte typischen fünf Höcker um den Kelch.
Der Marktwert von Red Delicious wird vor allem von der Deckfarbe und Fruchtform bestimmt, wobei der Markt durchgehend rote hochgebaute Äpfel bevorzugt. Höchste Preise erzielen Äpfel mit einem Fruchtform-Index (Höhe/Breite) von 1,08 und einer roten Färbung von über 90 % der Fläche. Red Delicious muss eine Mindestgröße von 70 mm in der Klasse Extra und 65 mm in den Klassen I und II aufweisen. In Klasse Extra müssen mindestens Dreiviertel, in Klasse I mindestens die Hälfte und in Klasse II mindestens ein Viertel der Frucht rot gefärbt sein.

### Baum
Der Baum wächst mäßig stark, die Zweige zeigen nach oben. Der Baum wird als Hochstamm bis zu 7,5 Meter hoch. Die Kronenbreite erreicht ebenfalls bis zu 7,5 Meter Durchmesser, auf schwächeren Unterlagen werden entsprechend kleinere Volumen aufgebaut.
Die Blätter sind 5 bis 10 Zentimeter lang, dunkelgrün, mit gezähntem Rand und grob geädert. Sie sind alternierend am Zweig angeordnet. Im Herbst wirft der Baum seine Blätter rasch ab. Blütezeit ist in Europa im frühen bis mittleren Frühjahr. Die Blüten sind rosaweiß. Die Reifung erfolgt in Europa ab Mitte September, kurz vor Golden Delicious. Ernte ist etwa 140 bis 160 Tage nach der Blüte in einem einzigen Durchgang. Manche Untertypen sind bereits im August voll rot ausgefärbt, physiologisch allerdings noch unreif.
In Bezug auf Anfälligkeiten und  Produktivität ist der Baum im Vergleich zu anderen Äpfeln durchschnittlich. Er weist im Gegensatz zu vielen anderen Sorten nur eine geringe Alternanz auf.

## Mutanten

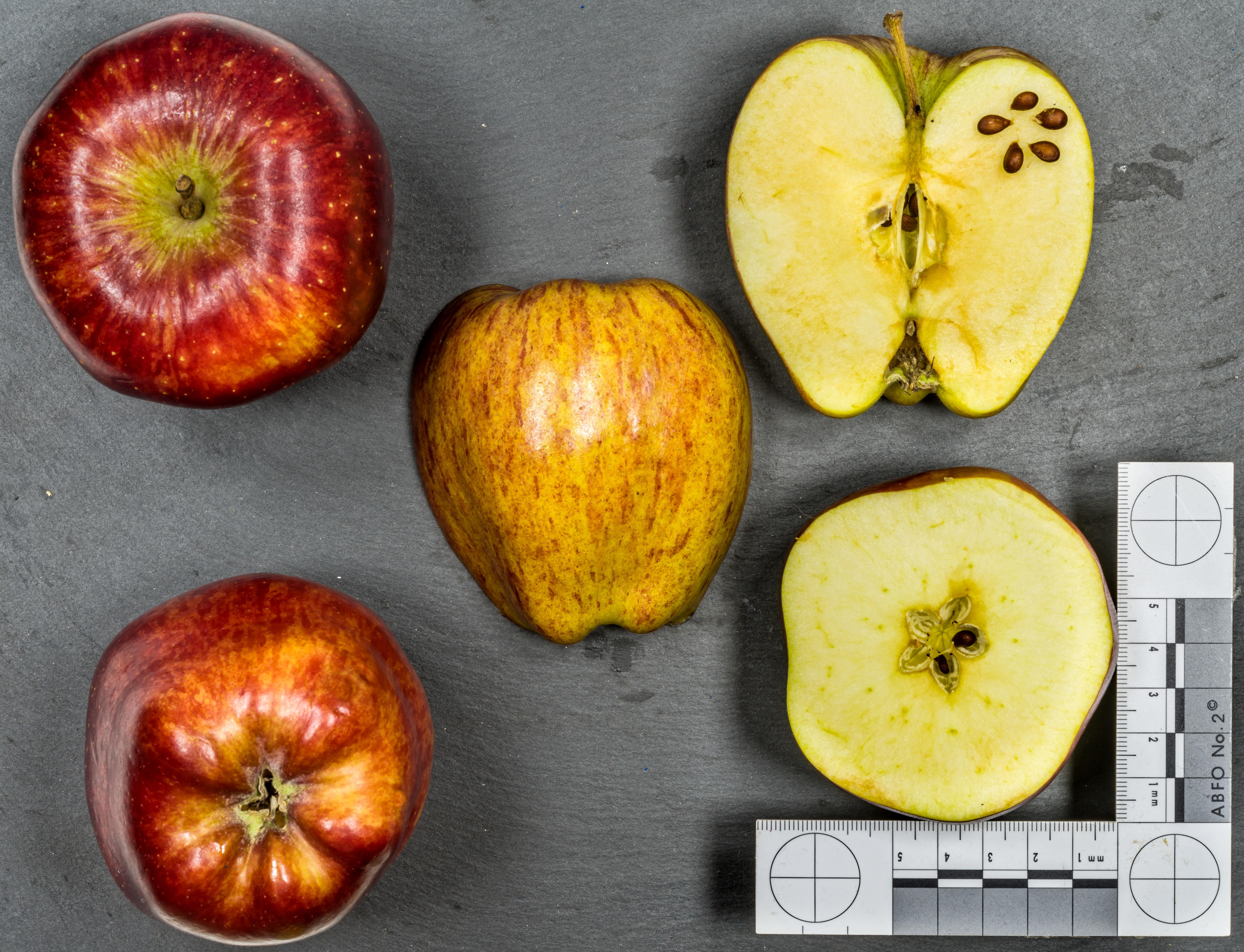
Ansichten der Frucht und Querschnitte

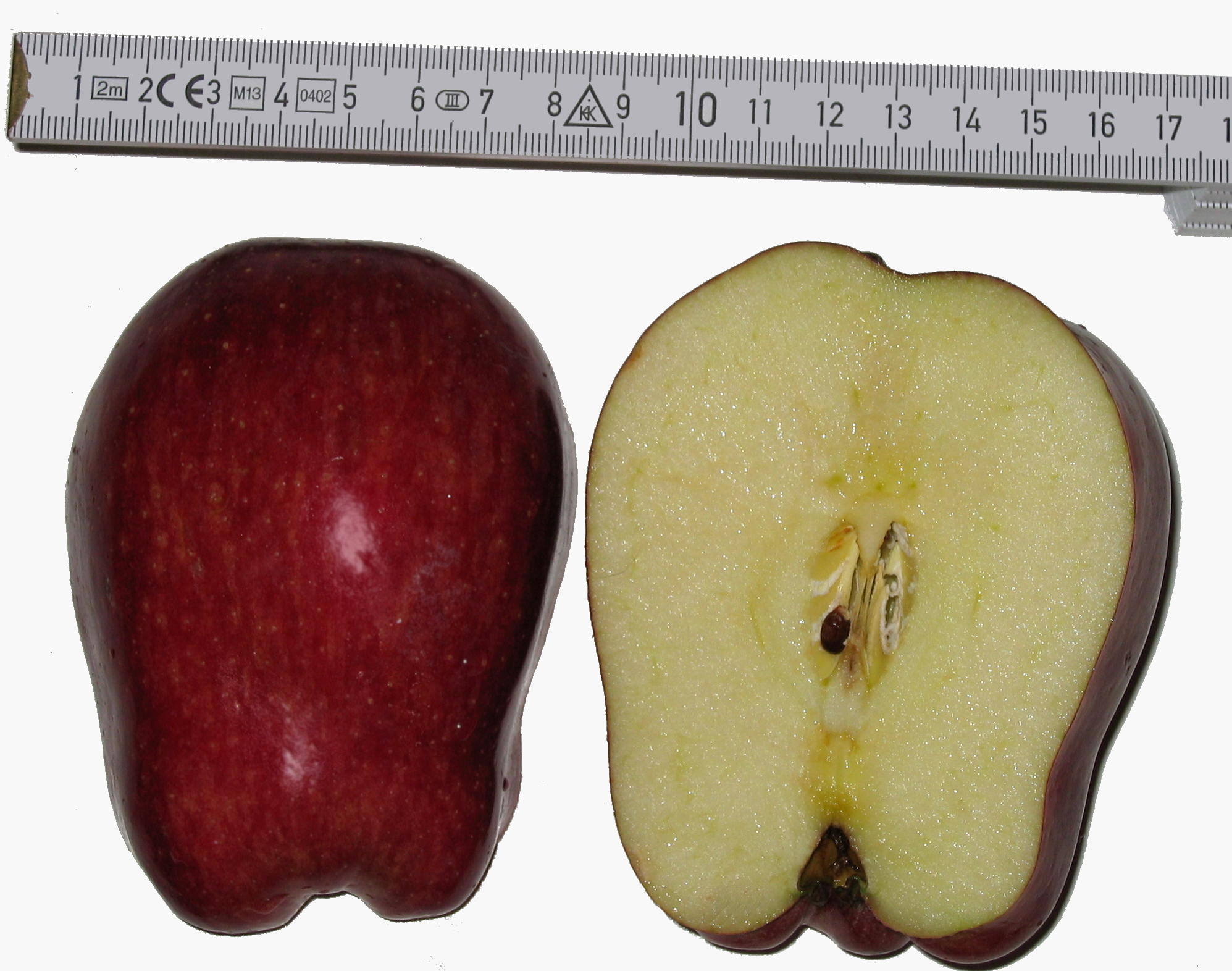
Red Chief

Die ursprüngliche Sorte hat viele und mittlerweile sehr unterschiedliche Mutationen hervorgebracht, die selektiert und ihrerseits durch Veredelung weitervermehrt wurden. So wurde beispielsweise nach stärkerer Rotfärbung selektiert, danach, die Rotfärbung noch vor der Vollreife anzunehmen, oder besonders gut das CA-Lager zu überstehen. Es gibt heute mehrere hundert Untertypen im Handel, von denen aber nur einige weiter verbreitet sind. Dazu gehören: Oregon, Otago, Red Chief, Red King, Red Spur, Richared, Starking, Starkrimson, Starkspur.
Sandidge (Markenname: Super Chief) ist eine Weiterentwicklung des Red Chief. Der Apfel hat eine Deckfärbung von 100 % und ist dabei gestreift verwaschen. Die Fruchtform ist regelmäßig mit den Red-Delicious-typischen fünf Höckern. Evasni (Markenname: Scarlet Spur) ist eine Mutation der Mutation Oregon Spur. Der Apfel ist auch vollflächig rot gefärbt, hat aber einen verwaschenen Farbeindruck. Die Frucht ist etwas abgeflachter. Bei Jeromine wiederum kommen kaum schwächer ausgefärbte Früchte vor. Eine weitere sehr stark gefärbte Variante ist Erovan.

## Herkunft und Verbreitung

### Herkunft
Die Sorte entstand aus einem Zufallssämling, den der Farmer Jesse Hiatt aus Peru in Iowa etwa 1872 fand. Mittels molekulargenetischer Untersuchungen wurde nachgewiesen, dass eine der Elternsorten Winesap gewesen sein muss, das andere Elter ist eine unbekannte, vermutlich inzwischen verlorene Varietät. Der Baum wuchs nicht in einer Reihe, deshalb versuchte Hiatt Berichten zufolge zweimal, ihn niederzuschneiden. Da der Sämling den Versuchen widerstand, ihn loszuwerden, kultivierte Hiatt ihn schließlich weiter und benannte die neue Sorte Hawkeye nach dem Spitznamen des Bundesstaates Iowa, in dem er war.
Hiatt versuchte mehrfach, den Apfel an Züchter zu verbreiten. Zu dieser Zeit war jedoch rund die bevorzugte Apfelform, und die Züchter verschmähten den herzförmigen Apfel mit den ausgeprägten Rippen. In den 1880er Jahren veranstaltete der Versand-Baumschuler Clarence Stark einen Wettbewerb, um einen Apfel zu finden, der die damals verbreitete Sorte Ben Davis ersetzen konnte. Er wurde auf Hiatts Züchtung aufmerksam, die auf einer Obstausstellung in Louisiana den ersten Preis gewonnen hatte. Er kaufte Hiatt die Rechte dafür ab und benannte die Apfelsorte in Delicious um. (Der Legende nach biss er in einen Apfel und sagte: „My, that’s delicious!“) Kommerziell führte Stark den Delicious 1895 in den Handel ein.
Noch Stark selber entdeckte eine Mutation des Delicious, deren Rot flächendeckender und dunkler war, als die des Delicious, die er „Red Delicious“ nannte. Obwohl mit weniger ausgeprägtem Aroma als der Delicious, verkaufte sich Red Delicious in den Supermärkten besser.
Der erste Red-Delicious-Baum überlebte bis in die 1940er Jahre. Der Baum wurde während des Armistice Day Blizzards zerstört, der am 11. November 1940 über den Mittleren Westen der USA tobte, bei dem unter anderem viele tausend Apfelbäume vernichtet wurden. Aus den Wurzeln des äußerst widerstandsfähigen Baums wuchsen jedoch zwei neue Bäume, von denen einer bis 2013 lebt.
In der ersten Hälfte des 20. Jahrhunderts waren aus Samen von Red Delicious gezogene Schösslinge weit als Unterlage verbreitet. Es zeigte sich, dass Red Delicious unter sehr verschiedenen Klima- und Bodenbedingungen gut trägt. Zusammen mit der weiten Verbreitung von Red Delicious im Anbau entstand so die Praxis, die Red-Delicious-Sämlings-Unterlagen für die Veredelung mit Reisern auch anderer Apfelsorten zu verwenden. Während im kommerziellen Anbau die Sorte Red Delicious als Unterlage zugunsten besonderer, für besondere Wuchseigenschaften ausgewählter Unterlagen verschwunden ist, wird der Apfel in weniger entwickelten Gegenden weiter als Produzent von Sämlingen genutzt.

### Marktbedeutung
Red Delicious war in der zweiten Hälfte des 20. Jahrhunderts der weltweit am meisten verbreitete Apfel. Dies begann sich Ende des 20. Jahrhunderts zu ändern. Neue Sorten wie Gala oder Fuji – beides Delicious-Abkömmlinge – gewannen an Bedeutung, Delicious selbst wird selbst in den USA gegenüber früheren Zeiten nur noch auf einem kleinen Teil der Fläche angebaut.
Über Jahrzehnte gab es in den USA oder Australien nur zwei oder drei Apfelsorten im Supermarkt: „rot“, „grün“ und „gemischt“, wobei „rot“ immer Red Delicious war, und die von diesen Sorten meistverkaufte. Die Großhändler wählten ihn für sein gutes Aussehen, günstigen Lager- und Transportfähigkeiten und dem vergleichsweise anspruchslosen Baum, der sich in einer Vielzahl von Böden und Klimazonen relativ problemlos mit hohem Ertrag großziehen ließ. Das größte Anbaugebiet war lange der Staat Washington im Nordwesten der USA, der mit viel Regen, heißen Tagen und kalten Nächten ideale Bedingungen für die Rotausfärbung und die charakteristische konische Form bietet.
Die Auswahl der Varianten, die die Bauern anpflanzten, gehorchten dabei dem Grading-System der Supermärkte. Die Supermärkte hatten entdeckt, dass Verbraucher unabhängig vom Geschmack zu der Sorte Apfel griffen, die die stärkste Rotfärbung hatte. Die Supermarktketten bezahlten Äpfel deshalb nach Farbe und Größe, während der Geschmack keine Rolle spielte. Die Red-Delicious-Äpfel wurden im Laufe der Jahrzehnte immer größer und röter, mit dickeren Schalen. Sie entwickelten sich von blassem Erdbeerrosa über Feuerwehrrot, bis zu einem sehr dunklen Rot, das im Handel als „Mitternachtsrot“ verkauft wurde. Sie verloren jedoch an aromatischer Intensität.
Heute ist der Anteil des Red Delicious an der Weltproduktion rückläufig. In den letzten Jahrzehnten seit den 1960ern begannen Verbraucher, nach älteren Apfelsorten zu fragen, und Züchter setzten wieder mehr auf den Geschmack als Zuchtkriterium. Neue Sorten wie Fuji, Gala, Cripps Pink oder Braeburn begannen zudem dem Red Delicious auch in seinem Heimatmarkt den Rang abzulaufen. Große Anbaunationen sind Argentinien, China, Chile, Frankreich, Italien und Kanada. In Mittel- und Nordeuropa sind die Sommer oft zu kühl, so dass der Baum nur kleine Früchte produziert.
Insbesondere in den USA sorgte der Bedeutungsverlust des Red Delicious für Verwerfungen. Nachdem sich große Teile der Apfelproduzenten auf die alleinige Produktion des Red Delicious verlegt hatten, traf sie der Bedeutungsverlust ab den 1990ern. Im Jahr 2000 beschloss die Regierung mit einem Volumen von 138 Millionen Dollar die bisher größte Rettungsaktion in der Geschichte der Apfelproduktion, bei der jedem Apfelbauer bis zu 30.000 Dollar versprochen wurden. In der langfristig angelegten Apfelproduktion dauerte es ein Jahrzehnt, bis die amerikanischen Produzenten auch andere Sorten wie Gala oder Fuji anbauten; bis dahin verließen zahlreiche Produzenten das Geschäft.
In Südtirol belegte Red Delicious im Jahr 2008 den dritten Platz in der Anbaufläche.

## Verwendung
Red Delicious wird vor allem als Tafelapfel verwendet. Während er beim Saften sein Aroma behält, verliert er beim Kochen oder Trocknen stark an Form und Aroma und wird dafür kaum verwendet.

## Anbau

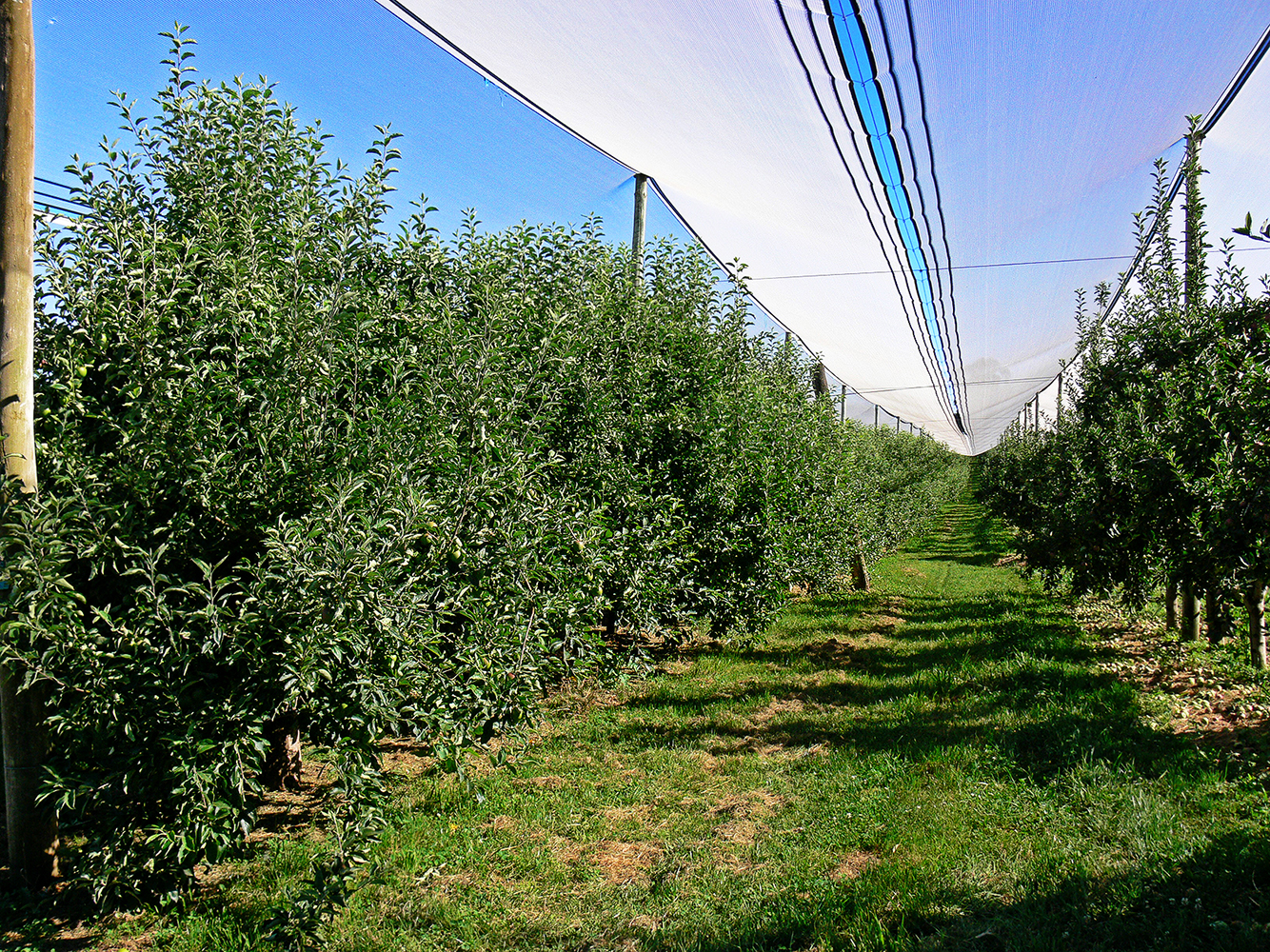
Red-Delicious-Plantage

Red Delicious wächst am besten in Regionen, in denen sich lange Sonnenzeiten mit warmen Tages- und kalten Nachttemperaturen kombinieren. Er ist mäßig bis sehr winterhart.
Die Bäume sind schnellwüchsig. Sie brauchen mindestens sechs bis acht Stunden Sonnenschein am Tag und saure, feuchte, gut entwässerte Böden. Wenn sie ausreichend Wasser bekommen, tolerieren sie auch heiße Sommer. Die Bäume sind diploid, aber nicht selbstbefruchtend, so dass zur Befruchtung ein Pollenspender benötigt wird. Die Bäume sind widerstandsfähig gegen Feuerbrandinfektion und Apfelschorf. Die Rinde wird von Kaninchen und anderen Nagetieren geschätzt, was zur Zerstörung der Bäume durch Entrinden des Stammes führen kann. In feuchten Gegenden sind Red-Delicious-Bäume anfällig für Apfelschorf. Red Delicious braucht verhältnismäßig wenig Pflege. Die Äste tragen die relativ weit auseinander entstehenden Früchte gut, so dass nur wenig geschnitten werden muss. Die Äpfel selbst bleiben am Baum hängen, so dass ein einziger Erntedurchgang ausreichend ist.

### Lagerung
Red Delicious muss kühl und trocken gelagert werden, bei geringer Luftfeuchte, jedoch nicht unter 3 °C. Im Kühllager ist er bis Ende November, im CA-Lager 230 Tage haltbar, also bis zum nächsten Frühsommer. Bei längerer Lagerung sind die Früchte anfällig für Fruchtfäule. Viele im Handel erhältliche Red Delicious haben ein bereits angeschimmeltes Kerngehäuse, das Fruchtfleisch ist davon aber nur selten beeinflusst.

## Cultivare
Abkömmlinge des Red Delicious sind Fuji, Gloster, Kidds Orange Red (die Muttersorte des Gala), Empire und Caudle (Handelsname „Cameo“).